# Regiunea Dobrici
Dobrici este o regiune (oblastie) din nord-estul Bulgariei. Se învecinează cu regiunile Silistra, Șumen și Varna. Este situată la granița Bulgariei cu România, la Marea Neagră. Capitala sa este orașul omonim. 
A făcut parte între 1913-1940 din România Mare sub denumirea de județul Caliacra.

## Lista orașelor din oblast
- Dobrici
- Balcic
- Cavarna
- Gheneral Toșevo
- Tervel
- Șabla

## Comunele

### Comuna Balcic
Albena, Balcic, Bezvodița, Boboveț, Breastovo, Gurkovo, Dropla, Dăbrava, Zmeevo, Karvuna, Kranevo, Kremena, Leahovo, Țaricino, Obrociște, Prespa, Rogacevo, Senokos, Sokolovo, Strajița, Trigorți, Hrabrovo, Țărkva